# Novalesa
Novalesa (okzitanisch Nonalésa, französisch Novalaise, piemontesisch Novalèisa) ist eine Gemeinde in der italienischen Metropolitanstadt Turin (TO), Region Piemont. Der Ort geht ursprünglich auf das gleichnamige Kloster zurück.

## Lage und Einwohner
Novalesa liegt rund 65 km westlich von Turin zwischen den Grajischen und Cottischen Alpen im Val Cenischia, einem Seitental des Susatals. Die Gemeinde wird vom 3538 Meter hohen Rocciamelone überragt und hat 518 Einwohner (Stand 31. Dezember 2023). Die Nachbargemeinden sind in Frankreich Bessans und Lanslebourg-Mont-Cenis sowie in Italien Mompantero, Moncenisio, Usseglio und Venaus.
Novalesa ist Mitglied in der Bergkommune Comunità Montana Bassa Valle di Susa e Val Cenischia. Unmittelbar nördlich führt der Alpenpass Mont Cenis nach Lanslebourg in Frankreich.

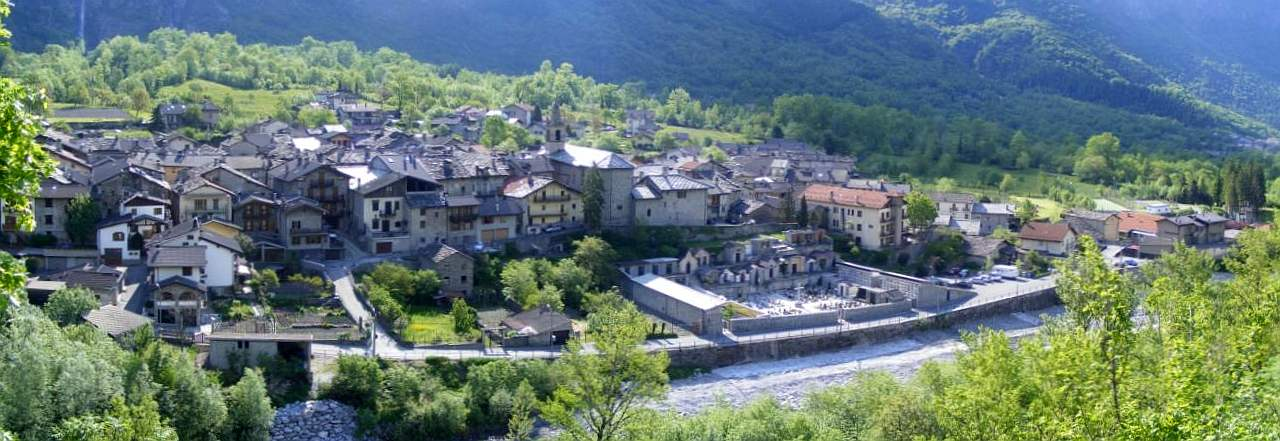
Novalesa von Westen

## Geschichte

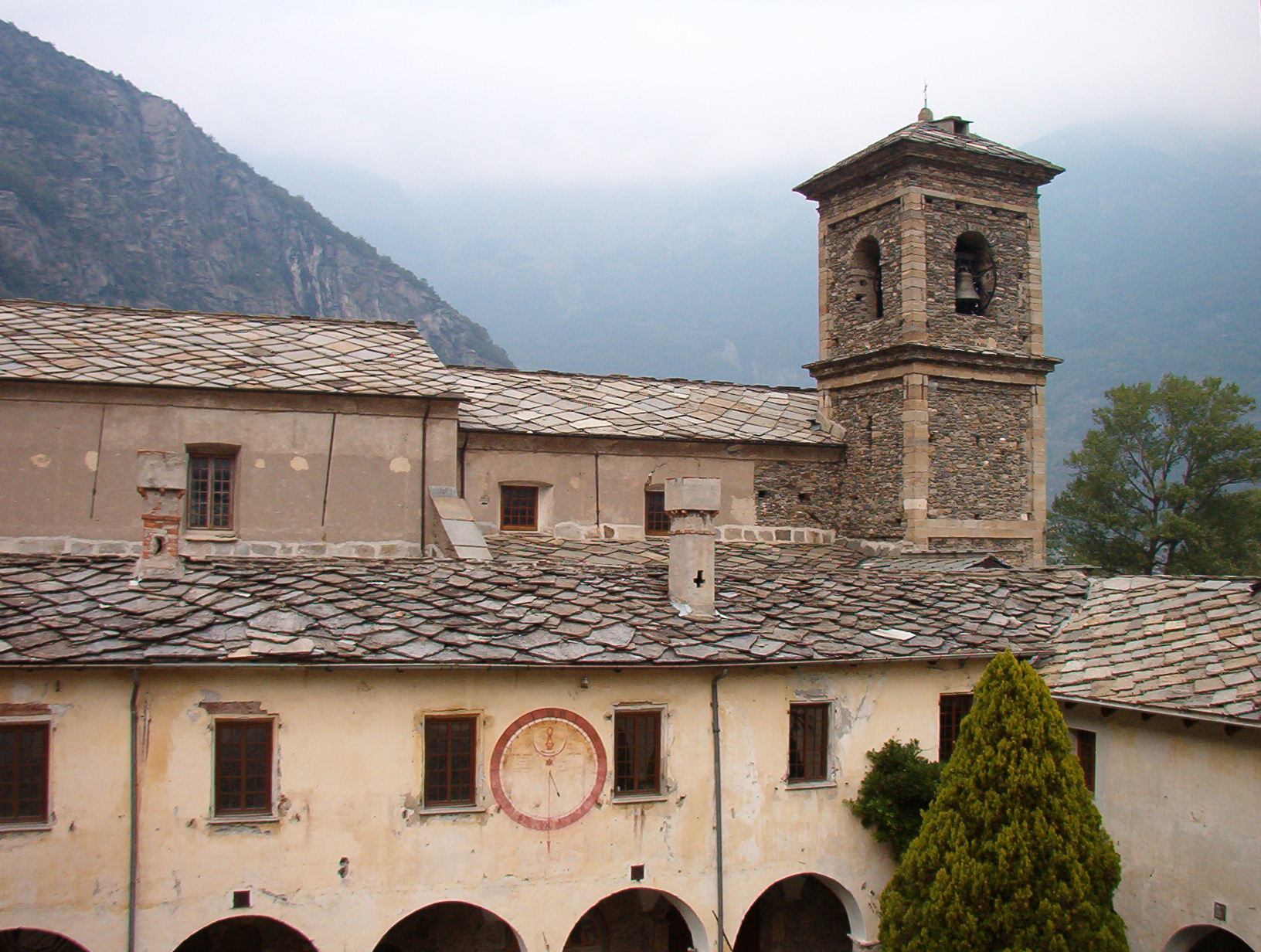
Abtei Novalesa

Das Kloster Novalesa wurde 726 von einem gewissen Abbo († 739 oder kurz danach) gestiftet, der aus einer galloromanischen, dem damaligen fränkischen Hausmeier Karl Martell (689–741) sehr nahestehenden Familie stammte. Nach seinem Tod vermachte Abbo dem Kloster seinen umfangreichen Grundbesitz. Bei seiner Alpenüberquerung 773 weilte Karl der Große kurzzeitig im Kloster Novalesa, und nach dem erfolgreichen Feldzug gegen die Langobarden stand die Abtei unter seinem Schutz, und später ebenso dem seines Enkels Lothar.
Im 9. Jahrhundert musste die Abtei große Landabtretungen zur Gründung eines Hospizes am Mont Cenis hinnehmen, wurde dafür aber von Ludwig dem Frommen entschädigt. Kaum ein Jahrhundert später flohen die Mönche vor den Sarazenen nach Turin. Das Priorat Novalesa stand in ständigem Konflikt mit den Markgrafen von Turin, wobei es um den Besitz an Gebieten im Arc- (Maurienne) und Isèretal (Tarentaise) ging. Anfang des 13. Jahrhunderts schließlich unterstellte Graf Thomas I. von Savoyen dem Kloster das Hospiz am Mont Cenis.

## Bildergalerie

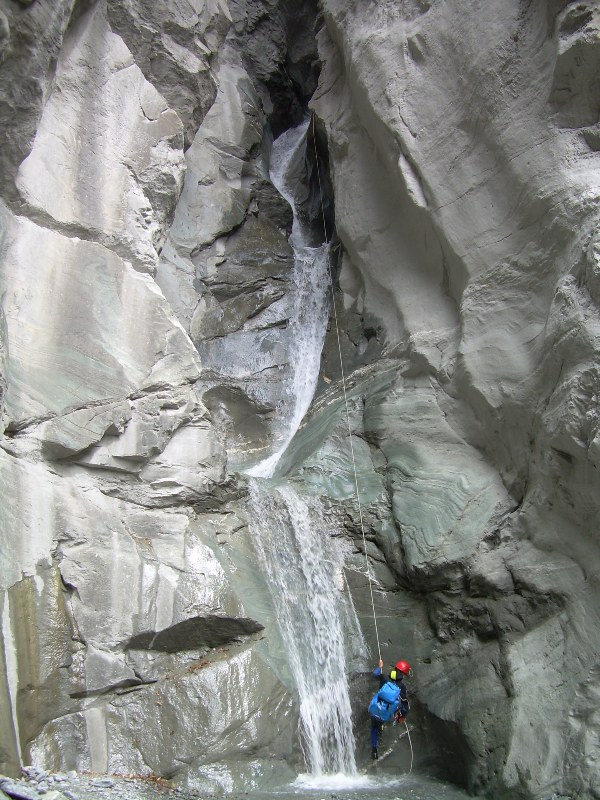
Wasserfall Rio Claretto
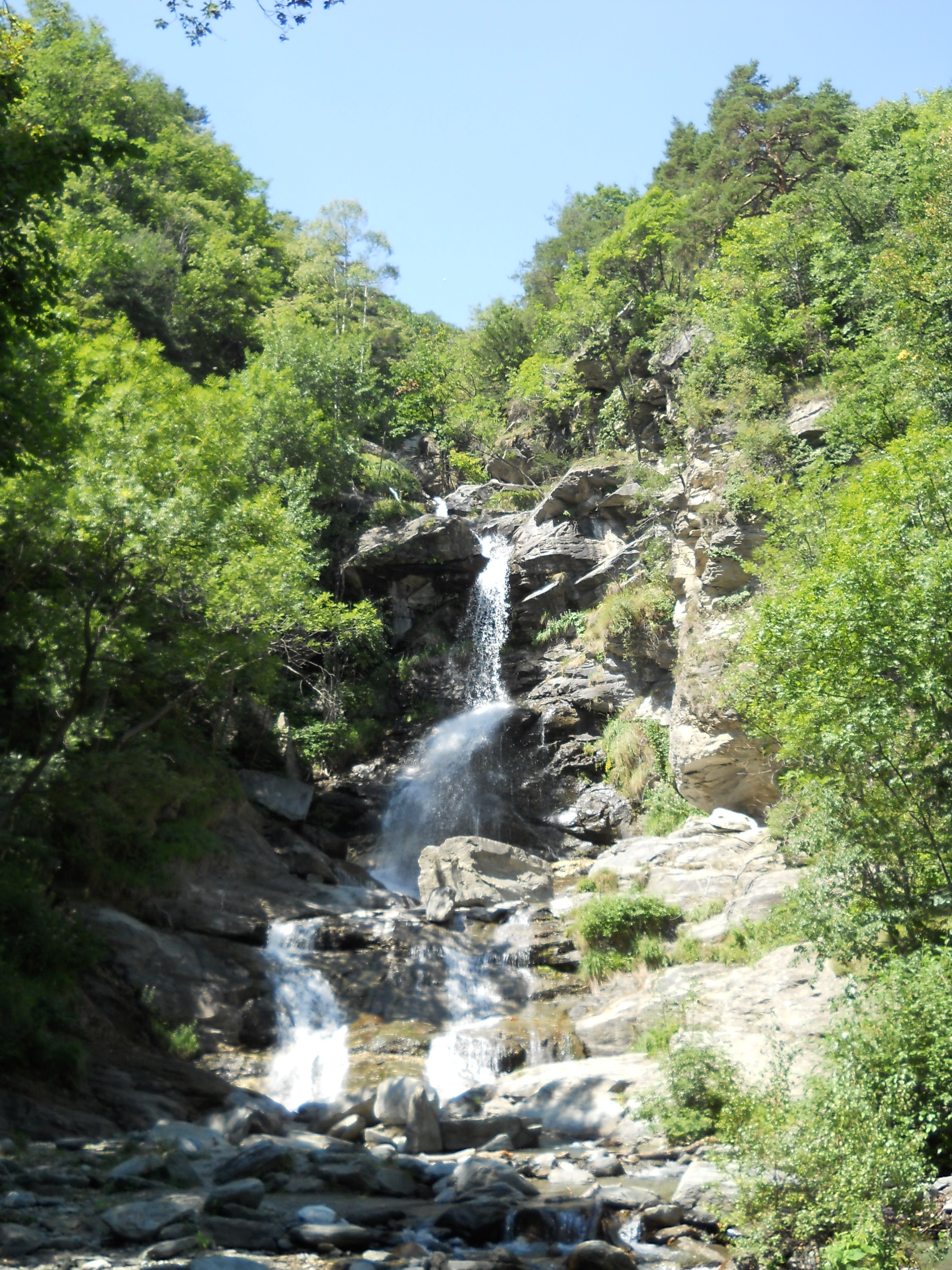
Wasserfall Coda di Cavallo
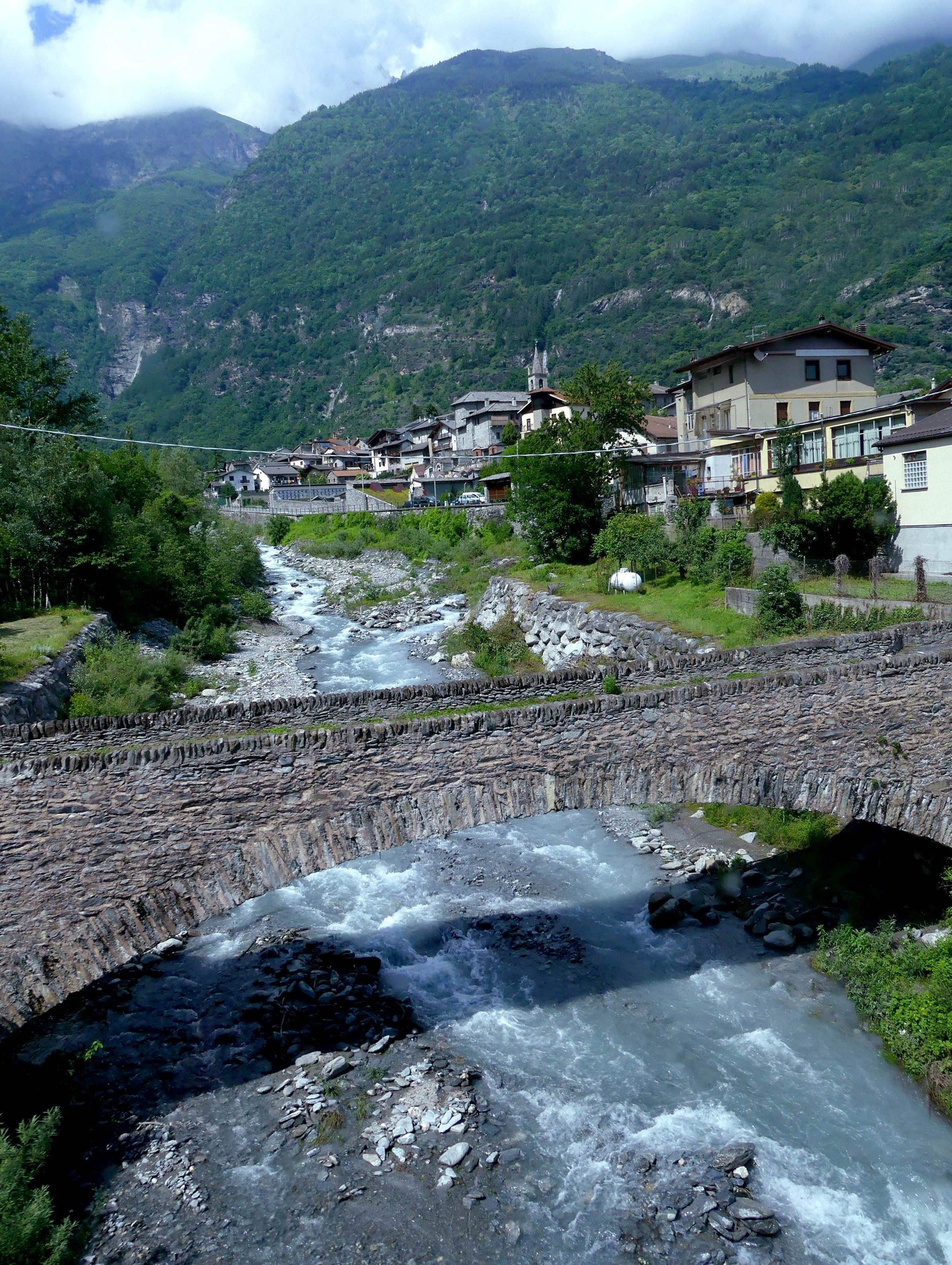
Steinbrücke über die Cenischia
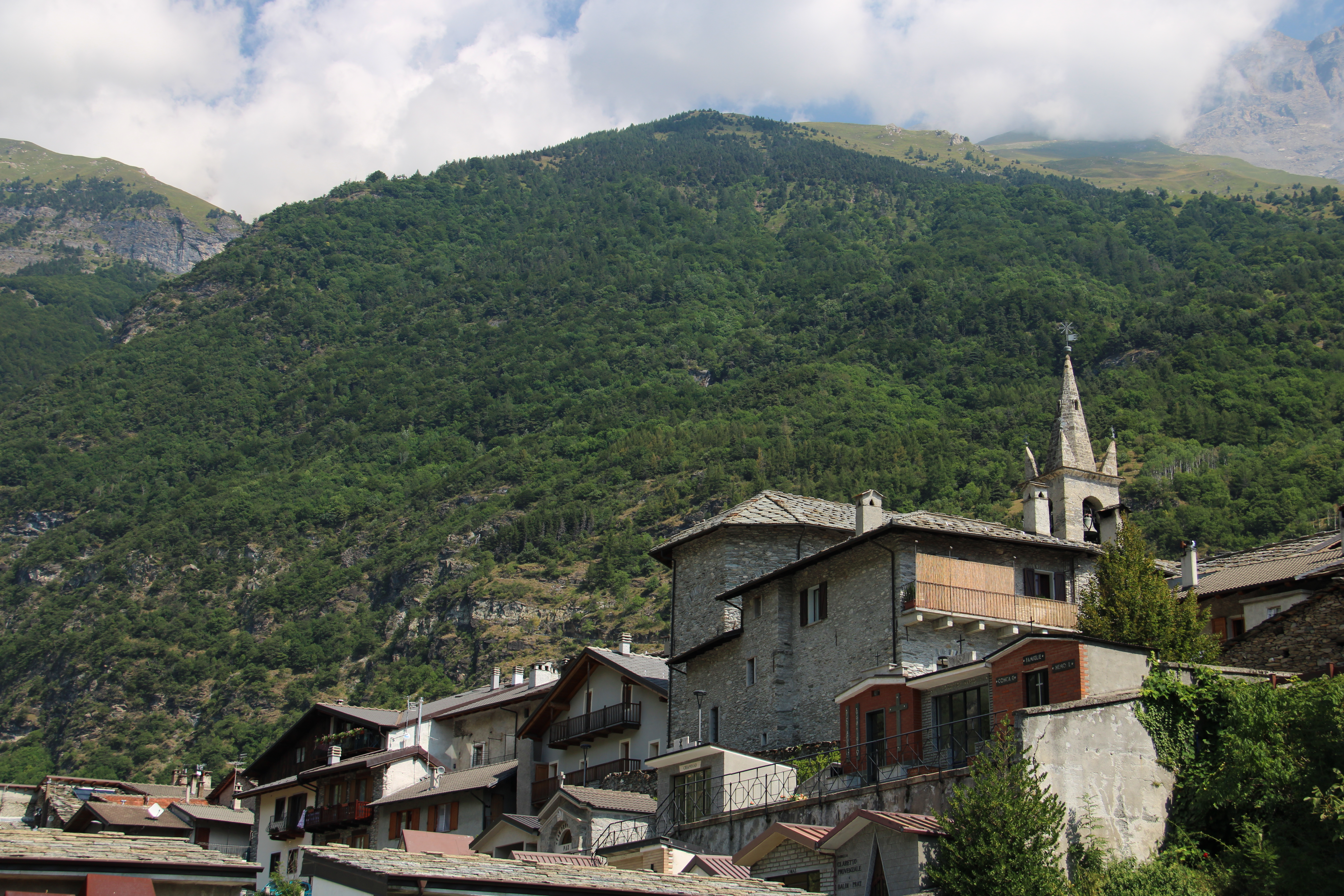
Dorfansicht
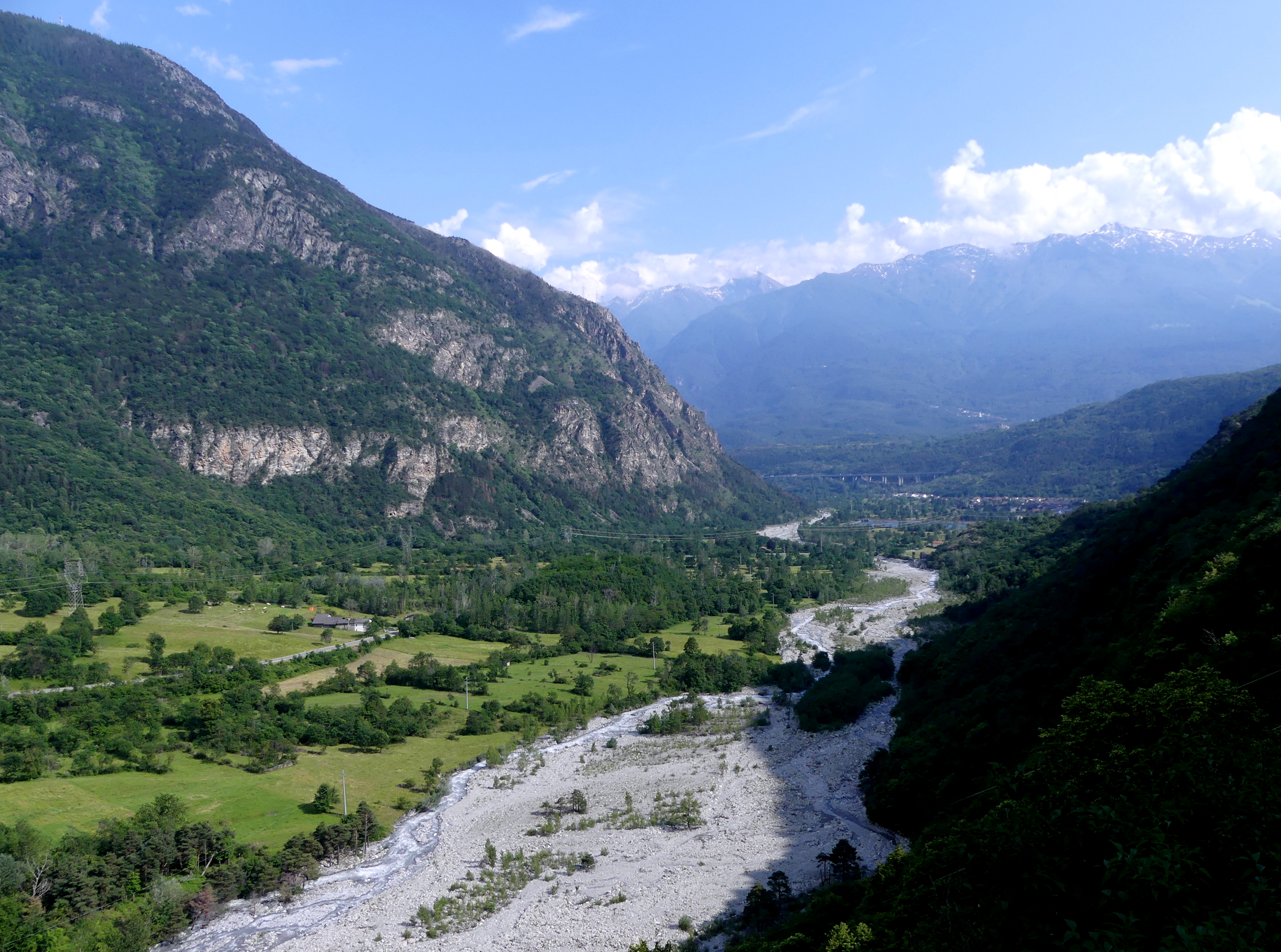
Flusslandschaft der Cenischia
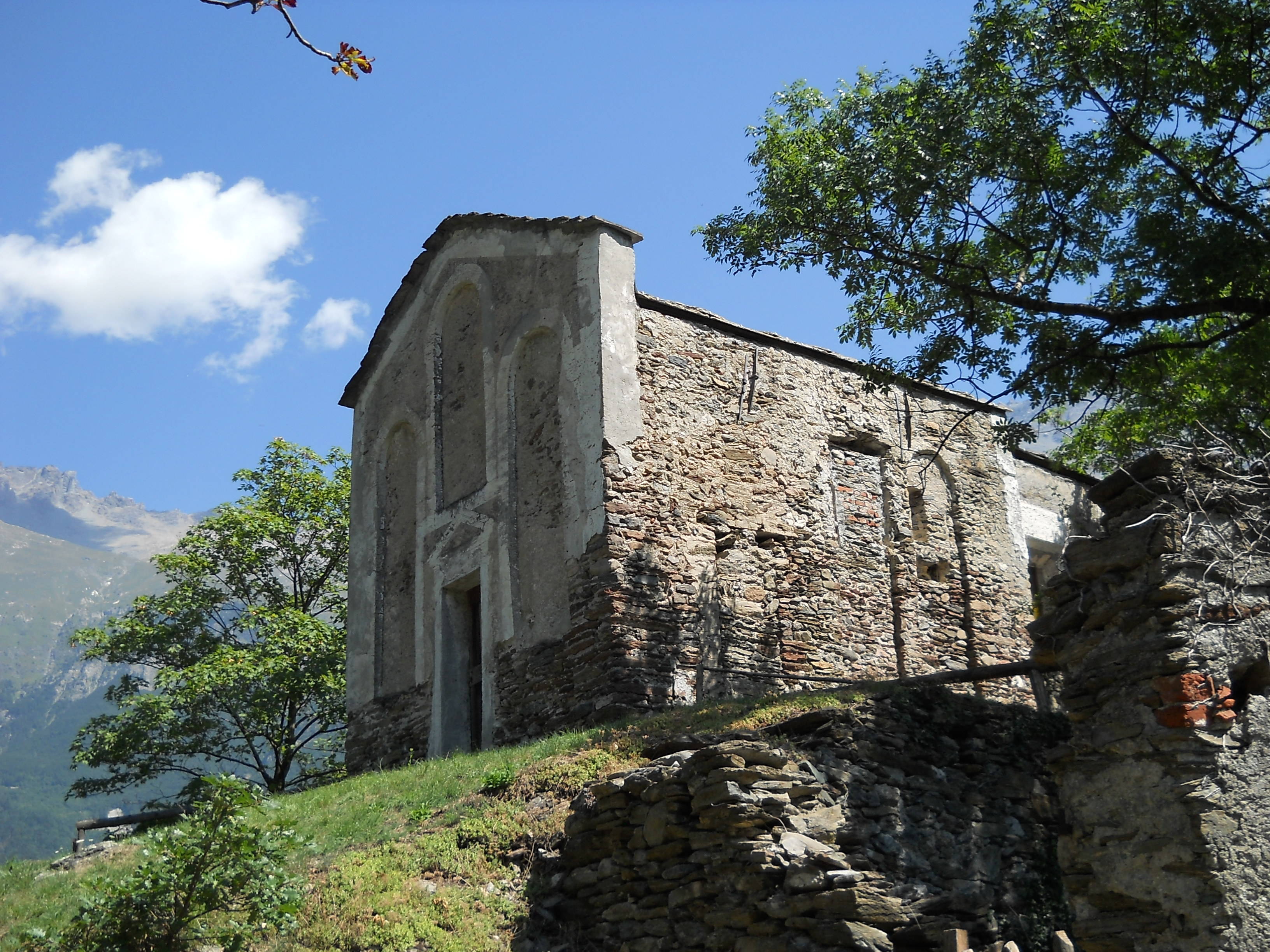
Kapelle San Michele, Abtei Novalesa
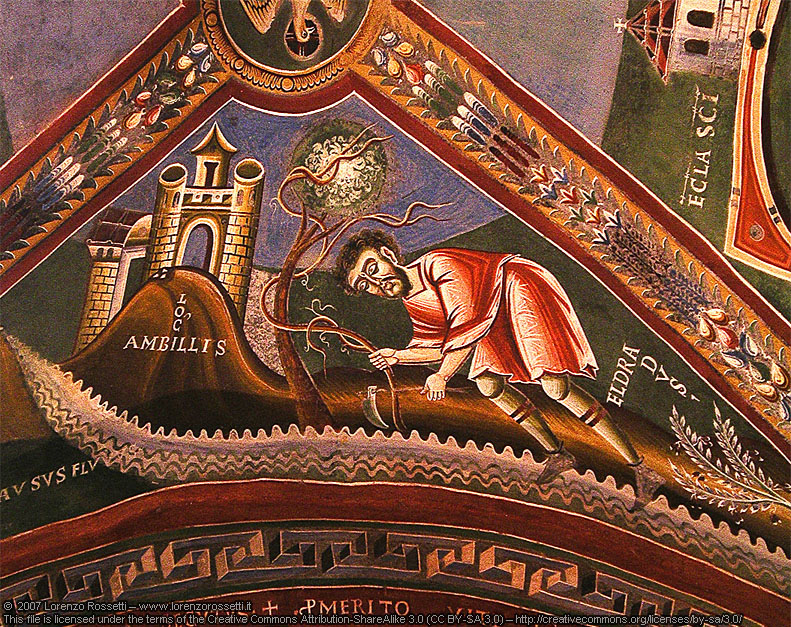
Das Leben des Heiligen Eldrado mit Fresken in der gleichnamigen Kapelle, 11. Jahrhundert

## Partnergemeinde
Le Monêtier-les-Bains